# Dolores (Colorado)
Dolores és una població dels Estats Units a l'estat de Colorado. Segons el cens del 2000 tenia 857 habitants.

## Demografia
Segons el cens del 2000, Dolores tenia 857 habitants, 372 habitatges, i 231 famílies. La densitat de població era de 472,7 habitants per km².
Dels 372 habitatges en un 29,6% hi vivien nens de menys de 18 anys, en un 40,3% hi vivien parelles casades, en un 17,2% dones solteres, i en un 37,9% no eren unitats familiars. En el 32% dels habitatges hi vivien persones soles el 10,5% de les quals corresponia a persones de 65 anys o més que vivien soles. El nombre mitjà de persones vivint en cada habitatge era de 2,27 i el nombre mitjà de persones que vivien en cada família era de 2,88.
Per edats la població es repartia de la següent manera: un 27,8% tenia menys de 18 anys, un 6,7% entre 18 i 24, un 26,1% entre 25 i 44, un 24,5% de 45 a 60 i un 14,9% 65 anys o més.
L'edat mediana era de 36 anys. Per cada 100 dones de 18 o més anys hi havia 88,1 homes.
La renda mediana per habitatge era de 30.417 $ i la renda mediana per família de 32.188 $. Els homes tenien una renda mediana de 27.404 $ mentre que les dones 19.286 $. La renda per capita de la població era de 14.912 $. Entorn del 16,6% de les famílies i el 17,3% de la població estaven per davall del llindar de pobresa.

## Poblacions més properes
El següent diagrama mostra les poblacions més properes.